# Joan M. Wright
Joan M. Wright ( 1928 - ) es una botánica, y fitopatóloga estadounidense, que realizó extensas investigaciones sobre la flora de Zambia, y de Malaui.

## Algunas publicaciones

### Libros
- manson bruce Linn, joan m. Wright. 1951. Tomato diseases and insect pests: identification and control. Volumen 683 de Circular (University of Illinois (Urbana-Champaign campus). Extension Service in Agriculture and Home Economics). 55 pp.
- j.m. Wright, j.w. Apple. 1959. How to know the common vegetable insects. 38 pp.
- a.g. Gillaspie, j.m. Wright. 1996. Evaluation of citrullus ianatus germplasm for resistance to watermelon mosaic virus 2 strains. Nº 638 de Research report (University of Georgia. Georgia Agricultural Experiment Stations). 7 pp.

- La abreviatura «J.M.Wright» se emplea para indicar a Joan M. Wright como autoridad en la descripción y clasificación científica de los vegetales.[2]